# William A. Coolidge

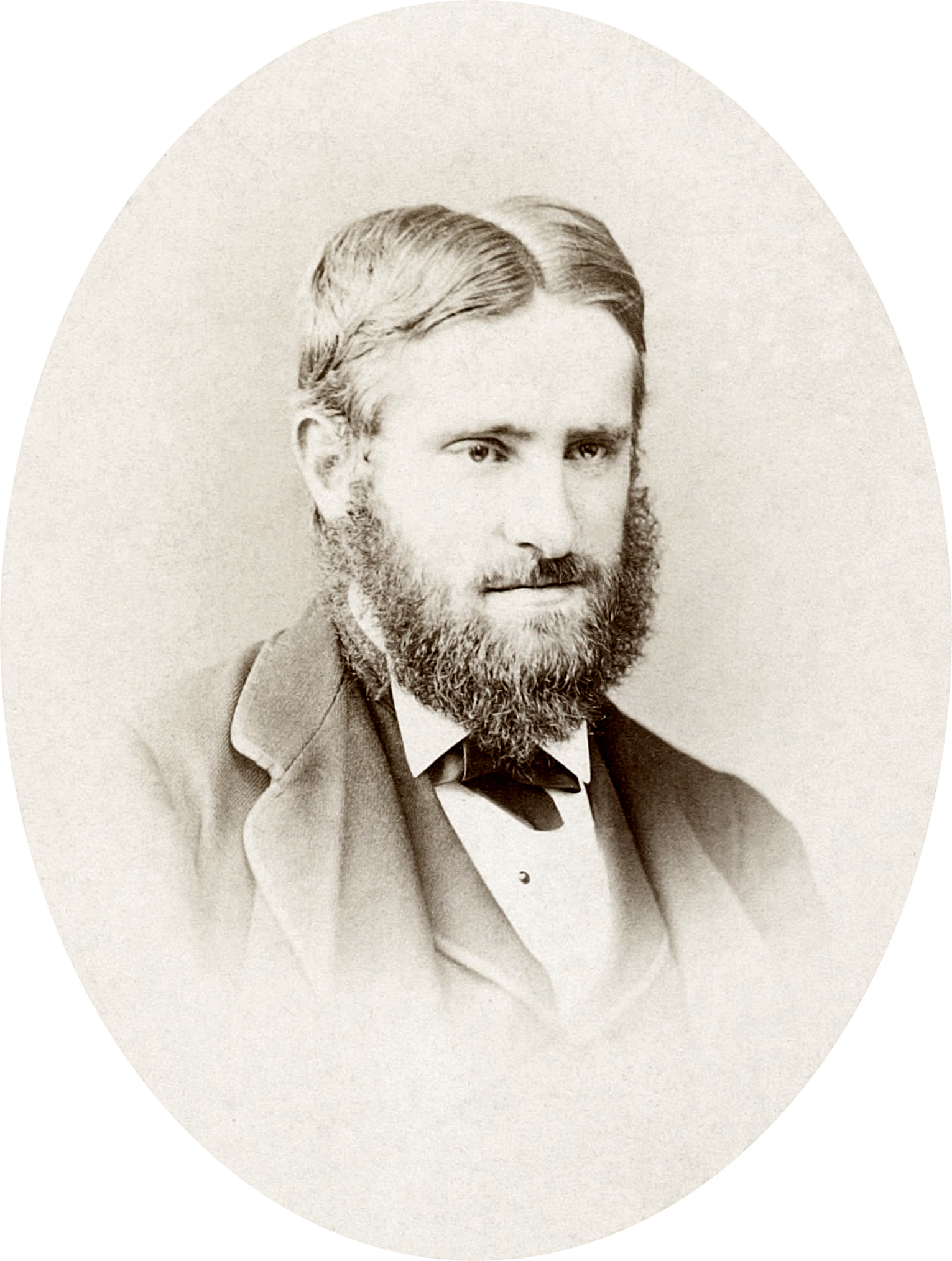
William Augustus Brevoort Coolidge

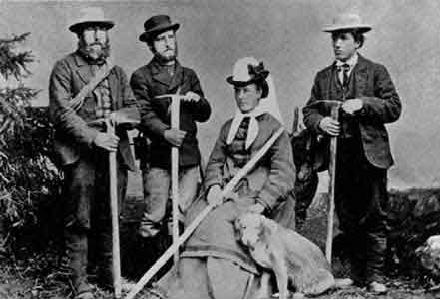
William Coolidge à esq, da tia, Meta Brevort

William A. Coolidge tal como é conhecido William Augustus Brevoort Coolidge,  nasceu a 28 de Agosto de 1850 em Nova Iorque dos Estados Unidos e morreu a 8 de Maio de  1924 em Grindelwald na Suíça.
Parte para a Europa com 15 anos onde estuda entre 1866 e 1869 nas ilhas de Guernesey antes de se inscrever na Universidade de Oxford entre 1869 e 1871.
Acompanha a sua célebre tia, Meta Brevoort em várias ascensões nos Alpes quase sempre acompanhados pelo guia de alta montanha Christian Almer e pelo filho deste Ulrich Almer. Ao total William A. Coolidge acumula  mais de 1 700 ascensões da quais 900 importantes !

## Picos Coolidge
- Pic Coolidge -  na Barre des Écrins, no  Oisans, França
- Cime Coolidge - cume mais alto do pic d'Olan, no  Oisans, França
- Colleto Coolidge - entre o mont Stella e a pointa do Gelas de Lourousa - Italie
- Couloir Coolidge - passage obrigatória na via normal da traversis do Pelvoux, no  Oisans, França
- directa Coolidge na Barre des écrins

## Ascensões
Ascensões efectuadas coma a sua tia Meta Brevoort
- 1870 - primeira ascensão do Pic Central de la Meije (3 973 m)
- 1871 - primeira ascensão do Fusshorn (3 701 m)
- 1873 - primeira ascensão do Râteau
- 1873 - primeira ascensão la Grande Ruine
- 1874 - primeira ascensão invernal do Wetterhorn
- 1874 - primeira ascensão invernal do Jungfrau

## História de uma imagem
Na imagem vê-se Christian Almer e o seu filho Ulrich Almer, Meta Brevoort, a primeira mulher a subir ao Monte Branco, o seu sobrinho William A. Coolidge, e a cadela Tschingel que Christian havia oferecido a  William depois de uma tentativa não conseguida ao Wetterhorn no Eiger quando ele tinha 17 anos.
A cadela, Tschingel (1865 - 1876), acompanhou-os na subida de 36 colos e 30 cumes, entre os quais o Mont Blanc, o Mont Rose, o  Aletschhorn, o Finsteraarhorn, o Eiger, o Jungfrau, o Mönch, a Grande Ruine e o Râteau.